# Marcel Turcu
Marcel Turcu est un poète surréaliste roumain né le 13 avril 1940 à Sânnicolau Mare et mort en février 2014.

## Biographie
Il fait l’école primaire dans le Bărăgan, où il a été déporté avec ses parents : commune Stăncuța Nouă, rayon Calmatui, région Galați.
Après des études au lycée dans sa ville natale Sânnicolau Mare, il suit des études supérieures de mathématiques, mais ensuite il bascule vers la littérature et vers les langues.
1959 – 1960 : Institut Pédagogique de Craiova (Roumanie), département mathématiques – physique
1960 – 1965 : Université de Timișoara, Faculté de Philologie, spécialité langues modernes : roumain – allemand.
Entre 1966 et 2003 il enseigne dans plusieurs domaines (roumain, allemand, français, philosophie, logique) au Lycée à Timișoara et à Periam en Roumanie.
Membre de l’Union des écrivains de Roumanie.
Membre de l’Association des Anciens Déportés du Bărăgan.
Début littéraire
En tant que lycéen il publie dans la revue Contemporanul (Le Contemporain) où il a été lancé par Geo Dumitrescu. Puis, il publie dans la revue Luceafarul (L’Étoile du Berger) où il se fait remarquer par Mihu Dragomir.
Après, il publie dans différentes revues de littérature : Luceafarul (L’Étoile du Berger), Tribuna (La Tribune), Vatra (L’Âtre), Familia (La Famille), Orizont (Horizon), Tim17, Timpolis.

## Œuvres
- 1969 Farfuria salbatica (L’Assiette sauvage), EPL Bucuresti
- 1974 Tacerile renului (Les silences du renne), Ed. Facla, Timisoara
- 1979 Levitatie (Levitation), Ed. Litera, Bucuresti
- 1980 Voluptatea drumului (La volupté du chemin), Ed. Facla, Timisoara
- 1988 Sublimarea pasiunilor (La sublimation de passions), Ed. Facla, Timisoara
- 1996 Unchiul meu, aerul (Mon oncle, l’air), Ed. de Vest, Timisoara
- 1999 Contestreno (Contestreno), Ed. Mirton, Timisoara
- 1999 La trapez general (A trapèze général), Ed. Marineasa, Timisoara
- 2001 Dorfleben in Sudeuropa (vormals) / Viata la tara din sudul Europei (pe vremuri), (La vie à la campagne dans le sud de l’Europe (il y a longtemps)), en collaboration avec Uwe Erwin Engelmann, Ed. Mirton, Timisoara
- 2002 Ningeniu (Neigénie), Ed. Mirton, Timisoara
- 2003 Alaun (Alaun), Ed. Mirton, Timisoara
- 2004 O problema a jafrilor (Un problème des jafres), Ed. Mirton, Timisoara
- 2004 Ibis speculari (Ibis spéculaires), Ed. Mirton, Timisoara
- 2006 Cutit pentru lectura (Couteau pour lecture), Ed. Mirton, Timisoara
- 2008 Ofiterul starilor de spirit (L’officier des états d’esprit), Ed. Mirton, Timisoara
- 2009 Ofiterul 1 al starilor de spirit (L’officier 1 des états d’esprit), édition bilingue, roumain-allemand, Ed. Mirton, Timisoara
- 2010 Eurorero (Eurorero), édition trilingue, roumain-allemand-français, Ed. Mirton, Timisoara
- 2012 Bietul Templu (Le pauvre temple), Ed. Mirton, Timisoara